# Julien Davignon
Julien Davignon, född 3 december 1854 i Saint-Josse-ten-Noode, död 12 mars 1916 i Nice, var en belgisk politiker.
Davignon var medlem av kammare och senat, och sysselsatte sig särskilt med ekonomiska frågor och kolonialpolitik. Han var utrikesminister från 1907 och fram till sin död, och författade som sådan Belgiens svar på Tysklands ultimatum 1914.